# 互恵的利他主義

互恵的利他主義を示す図

進化生物学において、互恵的利他主義（ごけいてきりたしゅぎ、英: Reciprocal altruism）とは、ある生物が一時的に自身の適応度を下げながら他の生物の適応度を上げる行動を取り、後に他の生物が同様の行動を取ることを期待する行動のことである。
この概念は当初、ロバート・トリヴァースによって、相互に利他的な行為の事例として協力行動の進化を説明するために開発された。この概念はゲーム理論で使用される「しっぺ返し戦略」の戦略に近い。1987年、トリヴァースは互恵性に関するシンポジウムで、当初論文のタイトルを「遅延報酬型利他主義の進化」としていたが、査読者のウィリアム・ドナルド・ハミルトンが「互恵的利他主義の進化」への改名を提案したと述べた。トリヴァースは新しいタイトルを採用したが、元の例を保持したため、数十年にわたって互恵的利他主義に関する混乱を引き起こした。ロスステインとピエロッティ（1988）はこの問題をシンポジウムで取り上げ、概念を明確にする新しい定義を提案した。彼らは遅延報酬型利他主義がより優れた用語であると主張し、それに代わるものとして「疑似互恵性」を導入した。

## 理論
トリヴァースによって導入された「互恵的利他主義」の概念は、他の個体を助けることで一定のコストを負う行為として定義される利他主義が、以前に助けられた個体が最初に助けた個体に対して利他的な行為を行う可能性がある逆の状況にあった場合、このコストを負うことが有益である可能性があるため、進化し得ることを示唆している。この概念は、血縁者のために利他的な行為が行われる可能性を予測する数学的モデルを開発したウィリアム・ドナルド・ハミルトンの研究に端を発する。
これを繰り返し囚人のジレンマにおける戦略の形にすると、最初の期間は無条件に協力行動を取り、相手も同様に協力的（利他的）である限り協力的に振る舞うことを意味する。別の互恵的利他主義者と出会う確率が十分に高いか、ゲームが十分に長い期間繰り返される場合、この形の利他主義は集団内で進化することができる。
これはアナトール・ラパポートによって導入された「しっぺ返し戦略」の概念に近いが、「しっぺ返し戦略」は最初の期間に協力し、その後は常に相手の前回の行動を模倣するのに対し、「互恵的利他主義者」は相手が最初に非協力行動を取った時点で協力を停止し、それ以降は非協力的なままである点でわずかな違いがあるようである。この違いにより、互恵的利他主義とは対照的に、しっぺ返し戦略は特定の条件下で協力が崩壊した後でも協力を回復できる可能性がある。
クリストファー・スティーブンスは「互恵的利他主義の事例」に必要かつ十分な条件の集合を示している：
1. その行動は、利己的な選択肢と比較して提供者の適応度を低下させなければならない[4]
2. 受益者の適応度は、非受益者と比較して上昇しなければならない[4]
3. その行動の遂行は、即時的な利益の受け取りに依存してはならない[4]
4. 条件1、2、3は、互恵的援助に関わる両個体に適用されなければならない[4]

「互恵的利他主義が進化するために」必要な追加条件が2つある：
- 「裏切り者」を検出するメカニズムが存在しなければならない[4]
- 援助を交換する機会が多く（無期限に）存在しなければならない[4]

最初の2つの条件は利他主義そのものに必要であり、3つ目は互恵的利他主義を単なる相互主義と区別し、4つ目は相互作用を互恵的なものにする。
条件5は、そうでなければ非利他主義者が何の結果もなく常に利他的行動を利用できてしまい、したがって互恵的利他主義の進化が不可能になるため、必要である。しかし、この「条件付けの装置」は意識的である必要はないと指摘されている。条件6は、ゲーム理論モデルによって示唆される前方推論による協力の崩壊を避けるために必要である。
1987年、トリヴァースは互恵性に関するシンポジウムで、当初論文を「遅延報酬型利他主義の進化」というタイトルで提出したが、査読者のW・D・ハミルトンが「互恵的利他主義の進化」にタイトルを変更するよう提案したと語った。トリヴァースはタイトルを変更したが、原稿の例は変更しなかったため、過去50年間にわたって互恵的利他主義の適切な例に関する混乱が生じていた。そのシンポジウムでの貢献において、ロスステインとピエロッティ（1988）はこの問題に取り組み、トリヴァースとハミルトンによって作られた問題を明確にする利他主義に関する新しい定義を提案した。彼らは遅延報酬型利他主義がより優れた概念であると提案し、DRAに代わる用語として疑似互恵性を使用した。

## 例
次の例は利他主義として理解することができる。しかし、後で示すように、互恵的利他主義を明確な形で示すにはより多くの証拠が必要である。

### クリーナーフィッシュ

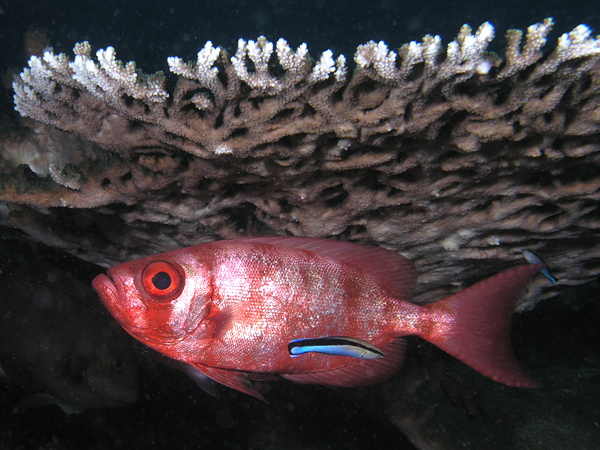
クリーニング共生：小さなクリーナーベラ（Labroides dimidiatus）が、互恵的利他主義の明らかな例として、大きな目のイッテンフエダイ（Priacanthus hamrur）に体色による広告を伴うサービスを提供している。

互恵的利他主義の例として、掃除魚とその宿主の間にみられるクリーニング共生があるが、クリーナーにはエビや鳥も含まれ、クライアントには魚、カメ、タコ、哺乳類が含まれる。実際のクリーニング中のクリーナーと宿主の明らかな共生は利他主義として解釈できないが、宿主は遅延報酬型利他主義の基準を満たす追加的な行動を示す：
宿主の魚は、クリーニングが終わった後でも、クリーナーフィッシュに自由な出入りを許し、クリーナーを食べない。宿主は、クリーナーが自身の体にいない場合でも、クリーナーの生息地を離れることを合図する。宿主は時にクリーナーへの潜在的な危険を追い払うことがある。
以下の証拠が仮説を支持する：
クリーナーによる清掃は宿主にとって不可欠である。クリーナーがいない場合、宿主はその場所を離れるか、寄生虫による傷害を被る。クリーナーを見つけることには困難と危険が伴う。宿主は清掃を受けるために自身の生息環境から離れる。他の宿主は30秒以上待たずに他の場所でクリーナーを探す。
互恵的利他主義の確立のための重要な要件は、同じ2個体が繰り返し相互作用することである。そうでなければ、宿主にとって最適な戦略は清掃が完了次第クリーナーを食べることになるためである。この制約はクリーナーとその宿主の両方に空間的・時間的条件を課す。両個体は同じ物理的位置に留まり、複数回の相互作用を可能にするのに十分な寿命を持つ必要がある。個々のクリーナーと宿主が実際に繰り返し相互作用するという信頼できる証拠が存在する。
この例はトリヴァースのモデルで説明された基準の一部を満たすが、全ては満たさない。クリーナー-宿主システムにおいて、クリーナーへの利益は常に即時的である。しかし、互恵的利他主義の進化は、繰り返される相互作用を通じた将来の報酬の機会に依存する。ある研究では、近くの宿主の魚が「裏切り者」のクリーナーを観察し、その後それらを避けた。これらの例では、失敗がクリーナーの死を意味するため、真の互恵性を示すことは困難である。しかし、宿主が時にクリーナーへの潜在的な危険を追い払うというランドールの主張が正しければ、互恵性を示すことができる実験を構築できるかもしれない。実際にこれは、ロスステインとピエロッティ1988で議論された遅延報酬型利他主義のトリヴァースの例の1つである。

### 鳥類の警戒音

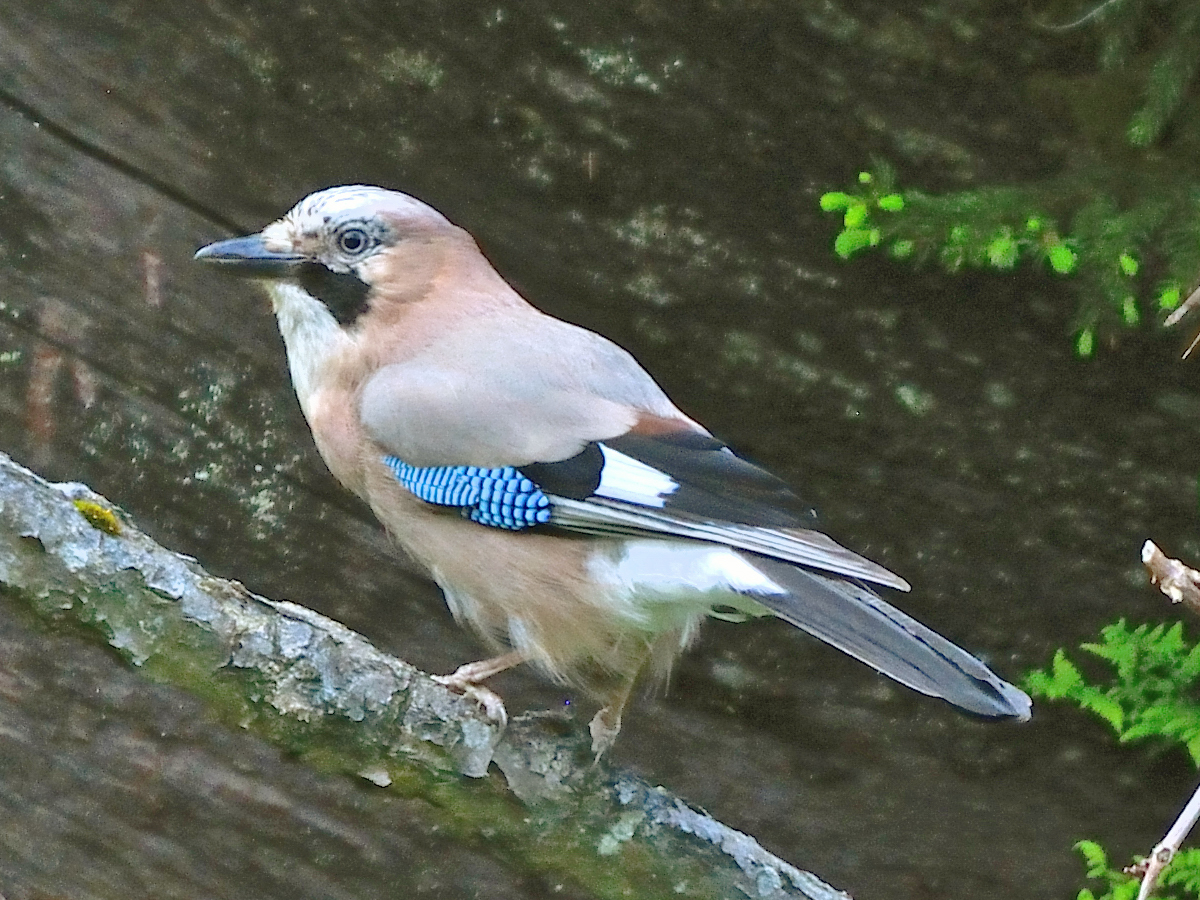
ユーラシアカケス（Garrulus glandarius）は、捕食者を見かけると木の止まり木から大きな警戒音を発する。

警戒音は、鳥を露出させ危険に晒すにもかかわらず、鳥類によって頻繁に発せられる。トリヴァースによる利他的行動の観点からの説明は以下の通りである：
捕食者は特定の場所を学習し、獲物の種類や狩猟技術を個別に専門化することが示されている。そのため、捕食者が同種の個体を食べることは鳥にとって不利である。なぜなら、経験を積んだ捕食者がその後、彼らを食べる可能性が高くなるためである。警戒音を発することで他の鳥に警告を与えることは、捕食者が発信者の種と場所に特化するのを防ぐ傾向がある。このように、警戒音が発せられる地域の鳥は、警戒音のない地域の鳥と比較して選択的優位性を持つことになる。
しかし、この説明には互恵性の重要な要素が欠けている。裏切り者を発見し排除することは非常に難しい。他の鳥が互恵的でない場合に鳥が鳴き声を控えるという証拠も、個体が繰り返し相互作用するという証拠もない。前述の鳥の鳴き声の特徴を考えると、多くの鳥類種に当てはまる鳥の継続的な移出入環境では、利己的遺伝子に対する選択が起こりにくいため、裏切り者に有利である可能性が最も高い。
警戒音に関する別の説明は、これらはまったく警戒音ではないというものである。鳥は、猛禽類を発見すると、自分が発見されたことと、鳴き声を発する鳥を攻撃しても無駄であることを猛禽類に知らせるために鳴く。2つの事実がこの仮説を支持する：
- 鳴き声の周波数は捕食者である鳥の聴覚範囲と一致する。
- 鳴く鳥は攻撃されにくい—捕食者である鳥は、鳴く鳥を他の鳥よりも攻撃する頻度が低い。

### 巣の防衛

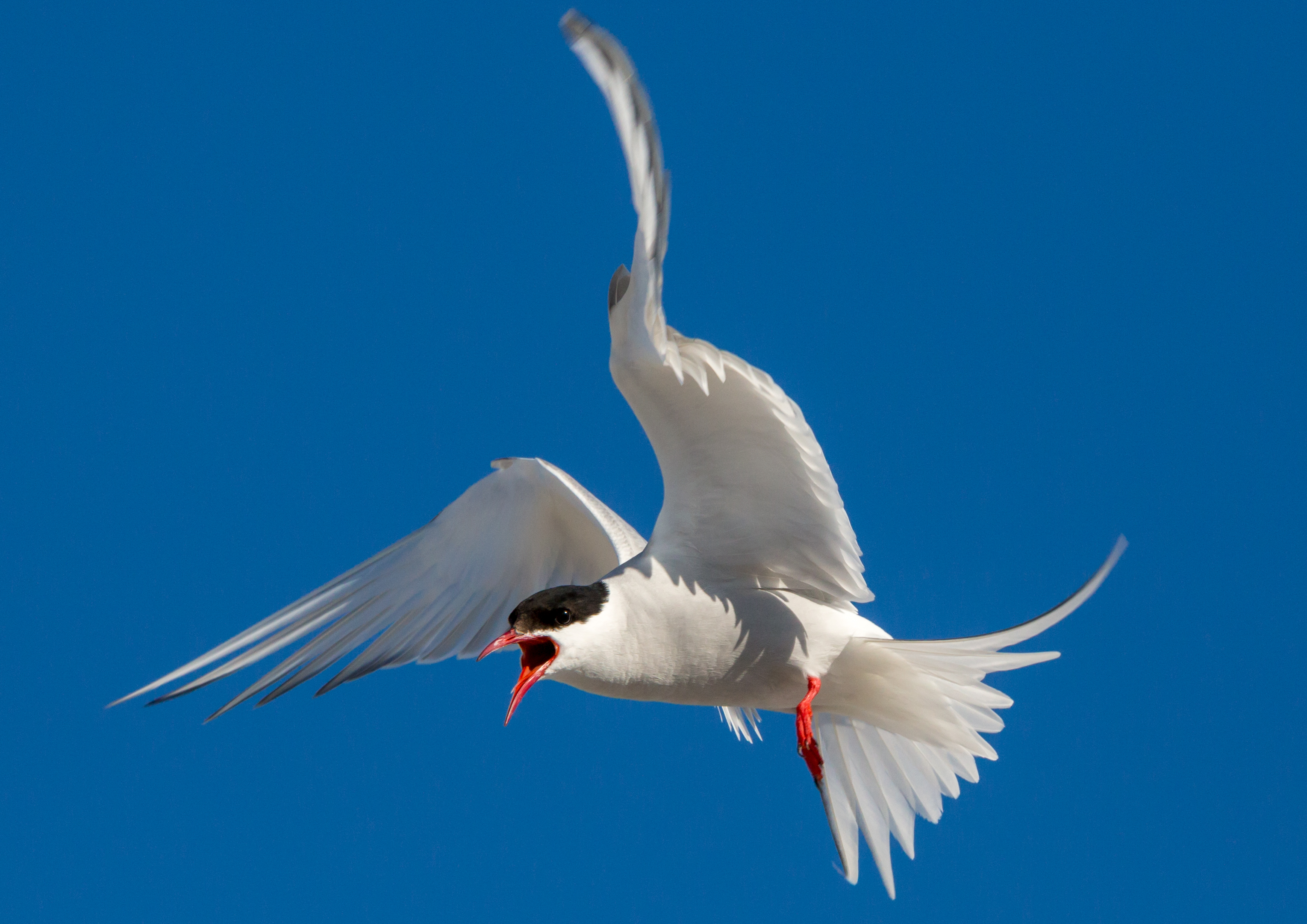
キョクアジサシは、敵の上空で静止飛行から非常に素早く急降下することで、極めて攻撃的に子孫を守る。他の鳥はしばしばキョクアジサシの非常に近くで繁殖することで、この行動から恩恵を受ける。

ハゴロモガラスのオスは隣の巣の防衛を手伝う。オスがこのような行動を取る理由については多くの理論がある。1つは、オスは自身の婚外子孫を含む巣のみを防衛するというものである。婚外子孫とは、オスの鳥のDNAを含む可能性のある若鳥である。もう1つは互恵的利他主義のしっぺ返し戦略である。第3の理論は、オスは密接に関連する他のオスのみを助けるというものである。漁業野生生物局による研究は、オスがしっぺ返し戦略を使用していることを示す証拠を提供した。漁業野生生物局は、詰め物をしたカラスを巣の近くに置き、近隣のオスの行動を観察することで多くの巣を検証した。彼らが観察した行動には、鳴き声の回数、急降下、攻撃が含まれた。結果を分析した後、血縁選択を示す有意な証拠は得られなかった。婚外子孫の存在は巣の防衛における援助の確率に影響を与えなかった。しかし、近隣のオスが彼らの巣の防衛を減らすと、オスは近隣への防衛の量を減らした。これは、以前に自分を助けた者を助けるというしっぺ返し戦略を示している。この戦略は互恵的利他主義の一種である。

### 吸血コウモリ
吸血コウモリもまた、ウィルキンソンによって説明されるように互恵的利他主義を示す。コウモリは血液を吐き戻すことで互いに餌を与える。コウモリは血液のみを餌とし、70時間食べないと死んでしまうため、この食物の共有は受け手にとって大きな利益であり、与え手にとって大きなコストとなる。互恵的利他主義として成立するためには、受け手への利益が与え手のコストよりも大きくなければならない。これらのコウモリは通常2晩連続で血液を見つけられないと死んでしまうため、この条件は成り立つように思われる。また、過去に利他的に振る舞った個体が将来他者から助けを受けるという要件も、データによって確認されている。しかし、以前に利他的でなかったコウモリが必要な時に助けを拒否されるという、互恵的行動の一貫性は示されていない。したがって、コウモリはまだ互恵的利他主義の明確な例として認められないようである。

### 霊長類
霊長類におけるグルーミングは、いくつかの研究によると互恵的利他主義の条件を満たす。ベルベットモンキーに関する研究の1つでは、血縁関係のない個体間で、グルーミングが互いの援助要請に注意を払う確率を高めることを示している。しかし、ベルベットモンキーはグループメンバー内でもグルーミング行動を示し、同盟関係を形成する。この研究では活動が兄弟姉妹間で行われることから、ベルベットモンキーのグルーミング行動は血縁選択の一部として示されることになる。さらに、スティーブンの基準に従えば、互恵的利他主義の例となるためには、裏切り者を検出するメカニズムを証明する必要がある。

### 細菌
多くの種類の細菌が他の種との互恵的利他主義的行動に従事する。典型的には、これは細菌が他の種に必須の栄養素を提供し、その他の種が細菌の生息環境を提供するという形を取る。互恵的利他主義は、窒素固定細菌と、それらが生息する植物の間で示される。また、バクトロセラ・トリオニなどの一部のハエの種と細菌の間でも観察される。これらのハエは植物の葉に見られる栄養素を生産する細菌を消費し、その代わりに、これらの細菌はハエの消化系内に生息する。この互恵的利他主義的行動は、オーストラリア原産の害虫である果実バエバクトロセラ・トリオニを駆除するために設計された技術によって利用されてきた。

### ヒト
ヒトにおける互恵的利他主義の例には、負傷した個人を助けること、食料、道具、知識を共有すること、将来の援助を期待して危機時に支援を提供することが含まれる。社会的相互作用において、個人はしばしば、好意を返すことや将来の返済を暗黙の了解として資源を貸すといった直接的な互恵性に従事する。間接的な互恵性も観察され、個人は評判に基づいて他者を助け、コミュニティ内の相互協力を促進する。経済システムと政治システムは、長期的な利益が短期的なコストを上回る貿易協定、外交同盟、社会契約を通じて互恵的利他主義に依存する。さらに、ゲーム理論における研究、例えば囚人のジレンマは、個人が相互支援の利点を認識したときに協力的行動がどのように出現し安定化するかを示している。

## 例外
一部の動物は互恵的利他主義を発達させることができないように見える。例えば、ハト科は、コンピュータに対する囚人のジレンマゲームにおいて、ランダムな応答やしっぺ返しの代わりに裏切りを選択する。これは長期的思考よりも短期的思考を好むためかもしれない。

## 感情的性向による調節
他の動物と比較して、ヒトの利他的システムは敏感で不安定なものである。したがって、与える傾向、裏切る傾向、および他者の与えることと裏切ることの行為に対する反応は、各個人の複雑な心理、社会構造、文化的伝統によって調節されなければならない。個人はこれらの傾向と反応の程度において異なる。トリヴァースによると、以下の感情的性向とその進化は利他主義の調節の観点から理解することができる。
- 友情と好き嫌いの感情
- 道徳的攻撃。利他主義者に対する選択における裏切り者の利点を調節するための保護メカニズム。道徳的利他主義者は裏切り者を教育あるいは処罰したいと望むかもしれない。
- 感謝と共感。コスト/ベネフィットと受益者が互恵的に行動する程度の観点から、利他主義の精密な調節を感謝と共感に関連付けることができる。
- 罪悪感と修復的利他主義。裏切り者が再び裏切ることを防ぐ。裏切り者は過去の行為に対して高すぎる代償を払うことを避けるために後悔を示す。
- 微妙な裏切り。適応的ソシオパシーの議論の余地のある支持において、安定した進化的均衡は低い割合の模倣者を含む可能性がある。
- 信頼と疑惑。これらは裏切りと微妙な裏切りの調節因子である。
- パートナーシップ。友情を築くための利他主義。

選択に関する研究がほとんど行われていないため、個人がどのようにパートナーを選ぶかは知られていない。複数の個人間のコストとベネフィットは変動するため、パートナー選択に関する利他主義は進化しにくいことがモデル化によって示されている。したがって、互恵的行為そのものよりも、互恵的行為の時間や頻度が個人のパートナー選択により大きく貢献する。

## 関連文献
- Robert Axelrod, The Evolution of Cooperation, 1985, ISBN 0465021212（邦訳 R.アクセルロッド、『つき合い方の科学』、1998年、ISBN 4623029239）－基礎的な文献
- Dawkins, Richard, The Selfish Gene (1990),第二版以降には協力に関する二つの章がある, ISBN 0-19-286092-5
- Kropotkin, Peter (1902). Mutual Aid: A Factor of Evolution.
- Trivers, R.L. (1971). The evolution of reciprocal altruism. Quarterly Review of Biology. 46: 35-57.
- Trivers, R.L. (1972). Parental investment and sexual selection. In B. Campbell (Ed.), Sexual selection and the descent of man, 1871-1971 (pp. 136-179). Chicago, IL: Aldine.
- Trivers, R.L. (1974). Parent-offspring conflict. American Zoologist. 14: 249-264.
- Todes, D. P. (1989). Darwin Without Malthus: The Struggle for Existence in Russian Evolutionary Thought.(邦訳 D. P. トーデス、『ロシアの博物学者たち；ダーウィン進化論と相互扶助論』垂水雄二訳、工作舎  1992  ISBN 4-87502-205-0)
- Martin Nowak (2006). Five rules for the evolution of cooperation. Science 314: 1560-1563.